# 卡鲁布勒
卡鲁布勒（法語：Quarouble，法語發音：[kaʁubl]）是法国上法蘭西大區北部省的一个市镇，位于该省东部偏北，属于瓦朗谢讷区。

## 地理
卡鲁布勒（50°23'20"N, 3°37'23"E）面积12.27 平方千米，位于法国上法蘭西大區北部省，该省份为法国最北部的省份及最长的省份，西北濒北海，西接加来海峡省，南至埃纳省和索姆省，东与比利时接壤。
与卡鲁布勒接壤的市镇（或旧市镇、城区）包括：蒂旺塞勒、维克、埃斯科河畔孔代、克雷潘、埃斯科河畔弗雷讷、奥南、基耶夫勒尚、龙比和马尔希蓬。

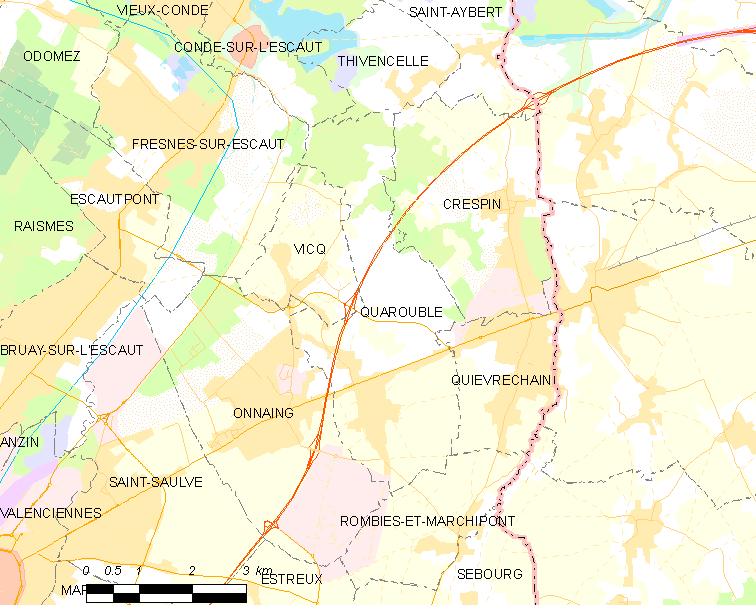
卡鲁布勒的OSM定位图

卡鲁布勒的时区为UTC+01:00、UTC+02:00（夏令时）。

## 行政
卡鲁布勒的邮政编码为59243，INSEE市镇编码为59479。

## 政治
卡鲁布勒所属的省级选区为马尔利县。

## 人口

1962-2008年间卡鲁布勒人口变化图示

卡鲁布勒于2022年1月1日时的人口数量为3141人。